# Goodell (Iowa)
Goodell – miasto w Stanach Zjednoczonych, w stanie Iowa, w hrabstwie Hancock. Zgodnie ze spisem statystycznym z 2000 roku, miasto liczyło 174 mieszkańców.